# Barbro Gummerus
Barbro Gummerus (tidigare Englund) född 30 september 1940 i Göteborg, död 20 juni 2006, var en svensk författare.
Gummerus publicerade ett par romaner på massmarknadsförlag men räknade romanen Hånskrattet (1977) som sin egentliga debut. Hon fick Nils Parlingpriset för kortromanen Såsom en signetring (1997).

## Priser och utmärkelser
- 1993 – Dan Andersson-priset
- Kulturpriset Ludvika kommun